# Rydaholms SK
Rydaholms SK är en ishockeyklubb i Rydaholm som bildades den 9 februari 1959.
Rydaholms SK är idag aktivt med tre ungdomslag och ett A-lag i division 3 och spelar i Talavidshallen som byggdes 1984 och har en kapacitet på 660 åskådare.
Klubben har bland annat fostrat en av Leksands IF:s stora profiler, Per-Olof "Peo" Carlsson.